# Ahlqvist (prästsläkt)
Ahlqvist är en öländsk prästsläkt med flera generationer av präster. Dess första kända stamfader uppges vara livknekten hos Karl XII och tillika länsman i Södra Möre – Olof Ahlqvist, boende på gården Ahlsjö i Mortorps socken, Kalmar län, som därefter tog sig namnet Ahlqvist.
Utmärkande för släkten är mansnamnet Pehr/Petrus som i en släktgren oavbrutet har innehafts i över 300 år, motsvarande 9 generationer.

## Medlemmar
- Abraham Ahlqvist (1794–1844), kyrkoherde i Runstens församling 1827–1844, riksdagsman, natur- och fornforskare.
- Alfred Gustaf Ahlqvist (1838–1881), lektor, historisk författare.
- Israel Ahlqvist (1750–1799), kyrkoherde i Resmo församling 1794–1799.
- Israel Ahlqvist (1796–1879), kyrkoherde i Norra Möckleby församling 1844–1879.
- Pehr Ahlqvist (1793–1854), kyrkoherde i Löts församling 1831–1838, kyrkoherde i Torsås församling 1838–1854.
- Pehr Ahlqvist (1755–1800), kyrkoherde i Resmo församling 1800.
- Pehr Ahlqvist (1861–1939), kyrkoherde i Fliseryds församling 1902–1939.
- Pehr Ingvar Ahlqvist (1908–1981), kyrkoherde i Ventlinge församling 1948–åtminstone 1951.
- Petrus Olai Ahlqvist (1705–1772), kyrkoherde i Räpplinge församling 1753–1772.